# خلية إدارة الأزمة السورية
هي خلية شكلها الرئيس السوري بشار الاسد للتعامل مع الانتفاضة عام 2011 برئاسة حسن تركماني وتتضمن كل من:
- آصف شوكت - نائب وزير الدفاع -
- محمد الشعار - وزير الداخلية -
- محمد سعيد بخيتان - الأمين القطري المساعد لحزب البعث -
- علي مملوك - رئيس المخابرات العامة -
- داود راجحة - وزير الدفاع -
- هشام الاختيار - رئيس مكتب الأمن القومي -
- محمد ديب زيتون - رئيس شعبة الأمن السياسي -
- عبد الفتاح قدسية - رئيس المخابرات العسكرية -
- جميل حسن - رئيس المخابرات الجوية - [1]

وقد تعرضت هذه الخلية لهجوم في 18 يوليو 2012 أدى لمقتل داوود راجحة وآصف شوكت وحسن تركماني وهشام الاختيار وإصابة محمد سعيد بخيتان ومحمد الشعار بجروح.